# Paulus Moses
Paulus Moses (* 4. Juni 1978 in Okapya, Südwestafrika, heute Namibia als Paulus Moses Ndapanda) ist ein namibischer Boxer und ehemaliger WBA-Weltmeister im Leichtgewicht.

## Karriere
Paulus Moses begann seine Profikarriere 2002 und gewann 23 Kämpfe in Folge, ehe er am 3. Januar 2009 in Yokohama einstimmig gegen den Japaner Yūsuke Kobori siegte und dadurch WBA-Weltmeister im Leichtgewicht wurde. Im Juli 2009 gewann er eine Titelverteidigung einstimmig gegen den Japaner Takehiro Shimada.
Am 29. Mai 2010 verlor er in seiner zweiten Titelverteidigung durch K. o. in der sechsten Runde gegen den Venezolaner Miguel Acosta.
Nach drei Aufbausiegen boxte er am 10. März 2012 in Glasgow um den WBO-Weltmeistertitel im Leichtgewicht, verlor jedoch einstimmig gegen den Schotten Ricky Burns. Nach weiteren 14 Kämpfen, darunter 12 Siegen, erhielt er am 16. Februar 2018 in Reno (Nevada) eine erneute Titelchance auf den WBO-Gürtel im Leichtgewicht, verlor jedoch wiederum einstimmig gegen den Mexikaner Raymundo Beltrán.

## Titelgewinne
- 6. August 2016: WBO African Champion im Leichtgewicht (3 Titelverteidigungen)
- 28. Juli 2012: WBO International Champion im Leichtgewicht (3 Titelverteidigungen)
- 3. Januar 2009: WBA World Champion im Leichtgewicht (1 Titelverteidigung)
- 19. August 2006: WBA Intercontinental Champion im Leichtgewicht (2 Titelverteidigungen)
- 5. August 2005: WBA Pan African Champion im Leichtgewicht (2 Titelverteidigungen)